# Weicher Nagekäfer
|                                         |                                                               |
| Abb. 3: Fühler A: Männchen, B: Weibchen |                                                               |
|                                         |                                                               |
| Abb. 1: Aufsicht, Weibchen              | Abb. 4: Punktur des Halsschilds an zwei verschiedenen Stellen |
|                                         |                                                               |
| Abb. 2: Vorderansicht                   | Abb. 5: Unterseite                                            |

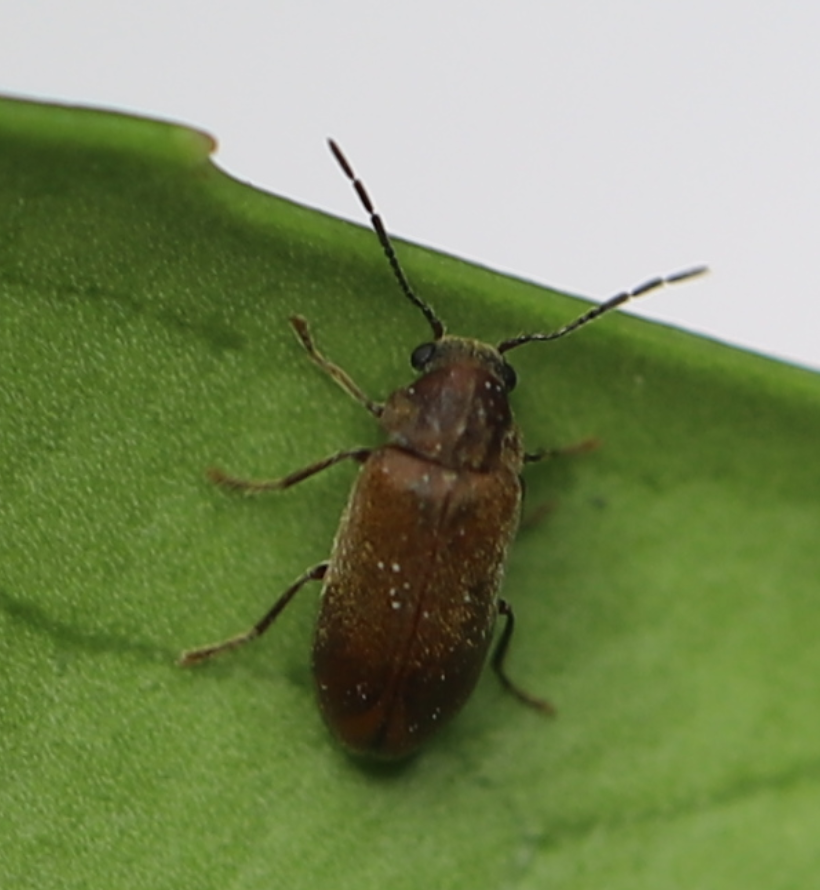
Dorsalansicht, vermutlich ein Männchen

Der Weiche Nagekäfer (Ernobius mollis) ist ein häufiger aber unscheinbarer Käfer aus der Familie der Nagekäfer. Er ist braun, hauptsächlich nächtlich aktiv, und kann an berindetem Bauholz schädlich werden. Wie die meisten Nagekäfer ist Ernobius mollis sehr formvariabel und es gibt deswegen viele Synonyme.
Der Name „Nagekäfer“ ist dadurch zu erklären, dass die Larve Gänge ins Holz nagt. Der Namensteil „Weich“ ist die Übertragung des Artnamens mollis (lat.) ins Deutsche und bezieht sich auf die Behaarung der Art.  Der Gattungsname Ernobius ist von  altgr. ἔρνος  érnos, Zweig und βίος bíos, Wohnort abgeleitet und bedeutet, dass die Bohrgänge bevorzugt in dünnen Ästen verlaufen. Die Gattung Ernobius ist in Europa mit 32 Arten, weltweit etwa mit siebzig Arten vertreten.
Die Erstbeschreibung von Linnaeus 1758 lautet: ziegelfarbener Dermestes mit dunklen Augen und fadenförmigen Fühlern, wohnt in Europa. Ähnlich einem Blattkäfer, aber die Statur von Dermestes pertinacis (lat. D. testaceus, oculis fuscis, antennis filiformibus. Habitat in Europa. Affinis Chrysomelis, sed statura D. pertinacis).

## Merkmale des Käfers
Die Körperlänge des Käfers variiert stark – von 2,8 bis 6,2 mm – weil sie mit der zur Verfügung stehenden Nahrung für die Larve korreliert. Weibchen sind im Durchschnitt etwas größer als Männchen. Die Oberseite des Körpers ist fein und anliegend golden behaart, was dem Käfer eine lebhaft goldbraune Farbe verleiht. Der Halsschild ist häufig etwas dichter behaart und erscheint deswegen heller. Mit dem Alter nutzt sich jedoch die Behaarung ab und der Käfer erscheint matt dunkelbraun.
Man kann die dem Weichen Nagekäfer ähnlichen Arten danach gruppieren, wie sehr der Körperbau dem Tier erlaubt, sich „klein zu machen“. Dies spiegelt jedoch nicht die taxonomische Verwandtschaft wider. Bei der Gattung Ernobius besitzt die Vorderbrust keine Vertiefung zur Aufnahme des Kopfes. Der Kopf ist in der Ruhelage heruntergebogen und unter dem Halsschild verborgen, beim aktiven Käfer ist der Kopf jedoch von oben sichtbar. Auch die Beine können nicht in dafür vorgesehene Vertiefungen eingelegt werden. Die langen Fühler können unter den Körper gezogen werden, aber es existieren keine speziellen Rillen, in denen die Fühler eingelegt werden. Beim in Abb. 1 abgebildeten Käfer ist der Kopf nicht sichtbar. Von den Beinen ist nur das linke Vorderbein angezogen und deswegen nicht sichtbar. Der linke Fühler ist annähernd ausgestreckt, der rechte Fühler verläuft unter dem Körper nach hinten, dann ist er abgebogen. Die letzten Glieder des Fühlers sind rechts neben dem Körper sichtbar und unter dem Vorder- und Mittelbein liegend wieder nach vorn gerichtet.
Eine gute Hilfe zur Abgrenzung der zahlreichen mitteleuropäischen Arten der Gattung Ernobius bietet der Bau der Fühler (Abb. 3), häufig ist jedoch eine Genitaluntersuchung unumgänglich. Bei beiden Geschlechtern sind die drei Endglieder der elfgliedrigen Fühler auffällig verlängert. Das neunte Glied ist etwa so lang wie die drei vorhergehenden zusammen, jedenfalls kürzer als die vier vorhergehenden zusammen. Das 8. Fühlerglied ist kürzer als das siebte, die drei letzten Fühlerglieder beim Männchen länger als alle restlichen zusammen, beim Weibchen dagegen nicht. Die Fühler des Männchens sind etwas länger und schmäler als die des Weibchens. Die drei Endglieder sind beim Männchen eher parallel, beim Weibchen verbreitern sie sich. Unter dem Körper liegend reichen die Fühler des Männchens knapp bis zur Mitte des Hinterleibs, die des Weibchens überragen den Brustabschnitt nicht. Als weiterer Geschlechtsunterschied ist beim Weibchen die Rückenplatte (Tergit) des letzten sichtbaren Hinterleibssegments am Ende leicht nach unten gebogen, beim Männchen dagegen leicht nach oben. Dieses Tergit überragt das Hinterende der Flügeldecken beim Männchen etwa um 0,36 Millimeter, beim Weibchen um 0,45 Millimeter.
Die Fühler sind vor den Augen eingefügt.
Die Facettenaugen sind rundlich und wie bei vielen dämmerungsaktiven Insekten groß und halbkugelförmig gewölbt.
Die Mundwerkzeuge zeigen je nach Kopfhaltung nach unten oder vorn. Die Oberkiefer haben eine zweizähnige Spitze. Die Kiefertaster sind viergliedrig, die Lippentaster dreigliedrig.
Der Halsschild schließt in seiner ganzen Breite an die Flügeldecken an. Er ist an der Basis kaum merklich schmäler als die Flügeldecken (0,1 mm). Er ist gleichmäßig gewölbt mit gerundeten Seiten. Die abgerundeten Halsschildhinterwinkel liegen nahe der Halsschildbasis. Die Halsschildseiten sind vollständig gekantet, aber von unten gesehen nicht scharfkantig emporgehoben. Die Halsschildbehaarung ist nicht auffallend gewunden, sondern nur leicht geschwungen. Der Halsschild ist tief eingestochen punktiert, nach anderer Quelle mit Körnchen besetzt (Abb. 4).
Die Flügeldecken sind ungeordnet fein punktiert. Sie sind wie der ganze Käfer matt glänzend. Ihre Seiten verlaufen parallel und hinten sind sie gemeinsam abgerundet. Sie überdecken das Ende des Hinterleibs nicht ganz, sondern werden vom letzten Hinterleibssegment um ungefähr 0,4 Millimeter überragt.
Die Beine sind schlank, nie auffällig verbreitert. Alle Tarsen sind deutlich fünfgliedrig, lang und schmal, das erste Tarsenglied das längste. Der Ausschnitt des vierten Tarsenglieds der Hinterbeine erstreckt sich auf die halbe Länge desselben.

## Larve
Die Larve zeigt die für die Familie typische Form. Wie die meisten im Holz lebenden Larven ist sie weiß und dünnhäutig. Nur der Vorderteil des Kopfes mit dem Kauapparat ist stark sklerotisiert und dunkel. Er ist etwa halbkreisförmig und etwa doppelt so breit wie lang. Die Larve hat sechs gut entwickelte fünfgliedrige Beine. Die ersten Segmente sind verdickt, der Hinterleib besteht aus zehn Segmenten und ist hufeisenförmig nach unten gekrümmt.
Die Raupe ist doppelt behaart. Die langen Haare sind grau oder sehr dunkel rot, am längsten am Körperende. Daneben befinden sich seitlich mindestens am letzten Segment zahlreiche winzige dunkle Borsten. Aufrechte und an der Spitze leicht nach hinten weisende Borsten finden sich auch auf dem dritten Brustabschnittes in der Falte zum Hinterleib sowie auf den ersten sieben bis acht Segmenten des Hinterleibs.
Die Borsten ermöglichen die Bewegung der Larve im Fraßgang.

## Eier
Die Eier sind weißlich und oval. An einem Ende sind sie abgerundet, am andern etwas verlängerten Ende befindet sich die Mikropyle. Die Eier sind 0,45 bis 0,65 mm lang und 0,25 bis 0,35 mm breit. Die Hülle ist in Form von Fünf- oder Sechsecken skulpturiert. Diese Skulpturierung ist an dem Ende mit der Mikropyle besonders ausgeprägt, fehlt dagegen an den Berührungsstellen mit der Rinde. Bei der Eiablage werden die Eier häufig in Ritzen gepresst und verändern dabei ihre Form beträchtlich.

## Biologie

### Allgemein
Der Käfer wird zu den Altholzbesiedlern gerechnet. Er ist polyphag und befällt trockenes, noch berindetes Nadelholz, seltener die Zapfen. Dies sind häufig dünne Zweige, die im Absterben begriffen sind. Befallenes Holz kann noch in mehreren Folgejahren erneut für die Entwicklung genutzt werden. Offensichtlich verschlechtern sich dabei die Entwicklungsbedingungen zunehmend und die durchschnittliche Körpergröße der geschlüpften Imagines geht zurück. Die Tiere sind in der Dämmerung und nachts am aktivsten. Tagsüber meiden sie Licht. Bei Gefahr ziehen sie Beine und Fühler an den Körper und verharren steif.

### Paarung und Eiablage
Die Angaben zur Fortpflanzungsbiologie variieren leicht. Dies kann viele Gründe haben, etwa die Wirtspflanze oder die geographischen Lage des Orts der Untersuchung beziehungsweise die klimatischen Verhältnisse im Untersuchungszeitraum. Die angegebenen Daten beziehen sich überwiegend auf eine langjährige Studie in Tschechien mit der Wirtspflanze Pinus nigra.
Bei Verlassen der Puppenwiege sind die Geschlechtsorgane vollständig oder fast völlig entwickelt. Im letzteren Fall sind sie wenige Stunden bis maximal zwei Tage danach funktionsfähig. Sowohl sexuell reife als auch noch unreife Exemplare beginnen bald nach Verlassen der Puppenwiege damit, sich zu paaren. Die Paarung dauert einen knappen Tag, und die Käfer ziehen sich dazu in Holzritzen oder Ausschlupflöcher größerer Insekten zurück. Die Paarungsstellung wird gelegentlich selbst dann beibehalten, wenn die Tiere in die Fixierflüssigkeit des Sammelgeräts fallen. Die gleichen Käfer können sich wiederholt paaren, das Weibchen dazwischen Eier ablegen.
Auf der Suche nach geeigneten Stellen für die Eiablage rennen die Weibchen gleich nach der Befruchtung über die Rinde und prüfen diese dabei mit ihren Fühlern. Zucker begünstigen die Wahl des Ablageplatzes, Ester, Fettsäuren und flüchtige Öle dagegen wirken sich negativ aus. Als geeignete Stellen werden häufig die Ansätze von Zweigen gewählt, wo die Rinde rau und schuppig ausgebildet ist. Mit einer bis zu zwei Millimeter langer Legeröhre werden ein oder zwei, maximal sechs Eier unter abstehende Rindenschuppen oder in Rindenritzen gelegt. Die Anzahl der abgelegten Eier hängt dabei von der Größe der Ritze und der Dicke der Rinde ab. Die Eiablage beginnt bereits am ersten oder zweiten Tag nach Verlassen der Puppenwiege während der Nacht und setzt sich knappe zwei Wochen lang fort.
In den Eierstöcken der Weibchen sind mindestens 120 Eier angelegt, abgelegt werden jedoch nur zwanzig bis dreißig Eier. Das beobachtete Maximum waren 66 Eier. Die Größe der Weibchen ist durch das Nahrungsangebot während der Entwicklung bestimmt und wirkt sich auch auf die Anzahl der abgelegten Eier aus. Bei einer Untersuchung mit sechs Größenklassen war die Anzahl der in den Ovarien entwickelten Eier positiv mit der Größe der Weibchen korreliert. Bei Weibchen in der Gruppe der größten Exemplare enthielten die Ovarien mit durchschnittlich 68 Eiern 2,7-mal so viel Eier wie die Ovarien der Weibchen der kleinsten Größenklasse mit durchschnittlich 25 Eiern. Aus den Eiern schlüpfen abhängig von der Temperatur unter natürlichen Umständen nach zwei bis drei Wochen die Larven.

### Entwicklung
Kurz vor dem Schlüpfen des Embryos wird das Ei trüber. Die junge Larve beißt ein Loch in die Eihüllen und dringt durch dieses nach außen. Anschließend verzehrt sie die Eihüllen völlig oder teilweise. Die frisch geschlüpfte Larve ist noch kaum gekrümmt, der Brustabschnitt ist nur wenig verdickt. Außerdem kann die Larve sich noch problemlos auf einer ebenen Fläche fortbewegen, eine Eigenschaft, die sie später verliert. Die Larve kann auf der Suche nach einer Stelle, an der sie in die Rinde eindringen kann, mehrere Zentimeter zurücklegen und diese Suche über einen Tag ausdehnen. Dabei sind auch Fehlversuche möglich. Gewöhnlich finden die Larven jedoch sofort eine rissige Stelle, an der ein Eindringen in die Rinde möglich ist. Die Larve bohrt sich auf dem annähernd kürzesten Weg durch die Rinde auf die Wachstumsschicht der Wirtspflanze zwischen Rinde und Holz (Kambium) zu. Die Eintrittslöcher in die Rinde sind von kleinen Anhäufungen aus braun bis schwarzen scheiben- bis laibförmiger Kotstückchen zusammen mit Bohrstaub bedeckt. Später werden die Kotstückchen linsenförmig (Kotlinsen). Erreicht die Larve das Kambium, wird der Gang zwischen Holz und Rinde fortgesetzt. In dieser Schicht verlaufen die Gänge bis zur Verpuppung.
| Charakteristik der Larvenstadien (Längenangaben in Millimeter) | Charakteristik der Larvenstadien (Längenangaben in Millimeter) | Charakteristik der Larvenstadien (Längenangaben in Millimeter) | Charakteristik der Larvenstadien (Längenangaben in Millimeter) | Charakteristik der Larvenstadien (Längenangaben in Millimeter) | Charakteristik der Larvenstadien (Längenangaben in Millimeter) | Charakteristik der Larvenstadien (Längenangaben in Millimeter) | Charakteristik der Larvenstadien (Längenangaben in Millimeter)  | Charakteristik der Larvenstadien (Längenangaben in Millimeter) |
| Stadium                                                        | Larve                                                          | Larve                                                          | Kotlinsen                                                      | Kotlinsen                                                      | Kotlinsen                                                      | Fraßgang                                                       | Fraßgang                                                        | Fraßgang                                                       |
| Stadium                                                        | Kopfbreite                                                     | Länge                                                          | Farbe                                                          | Durchmesser                                                    | Höhe                                                           | Breite                                                         | Füllung                                                         | Benagte Schichten                                              |
| -------------------------------------------------------------- | -------------------------------------------------------------- | -------------------------------------------------------------- | -------------------------------------------------------------- | -------------------------------------------------------------- | -------------------------------------------------------------- | -------------------------------------------------------------- | --------------------------------------------------------------- | -------------------------------------------------------------- |
| 1. Stadium                                                     | 0,37                                                           | 0,7–0,8                                                        | braun bis dunkel                                               | nicht ausgeprägt linsenförmig                                  | nicht ausgeprägt linsenförmig                                  | 0,3–0,5 ovaler Querschnitt                                     | zu Brocken verdichtetes dunkles Bohrmehl Brockengröße 0,07×0,05 | anfangs Rinde, dann Kambium, Phloem                            |
| 2. Stadium                                                     | 0,53                                                           | 1,5–2,2                                                        | braun bis dunkel                                               | 0,25                                                           | 0,14                                                           | 0,4–0,9                                                        | Kotlinsen                                                       | Kambium, Phloem                                                |
| 3. Stadium                                                     | 0,75                                                           | 1,9–3,3                                                        | selten hell und überwiegend dunkel                             | 0,4                                                            | 0,2                                                            | 0,7–1,4                                                        | Kotlinsen, dunkler und heller Bohrstaub                         | Kambium, Phloem, Randschicht von Xylem und Borke               |
| 4. Stadium                                                     | 1,1                                                            | 2,6–6,0                                                        | hell oder dunkel                                               | 0,57                                                           | 0,3                                                            | hängt vom zur Verfügung stehenden Raum ab                      | Kotlinsen, dunkler und heller Bohrstaub                         | Kambium, Phloem, Xylem bis 2 mm tief, Borke                    |

Es treten vier Larvenstadien auf, deren Charakteristika in obiger Tabelle zusammengefasst sind. Zwischen Holz und Rinde verlaufen die Gänge des 1. Larvenstadiums mit einer Breite von 0,3 bis 0,5 Millimeter und ovalem Querschnitt. Die Larve frisst jetzt Phloem und Kambium und produziert dunkle Exkremente. Nach etwa einer Woche erfolgt die Häutung zum zweiten Larvenstadium.
Durch die in den späteren Stadien zunehmende Größe der Larven bedingt vergrößern sich auch die Fraßgänge. Die Vergrößerung wirkt sich hauptsächlich in der Breite aus, jedoch werden die Gänge auch höher. Dadurch werden zunehmend die an Phloem und Kambium angrenzenden Holzschichten in Mitleidenschaft gezogen. Sowohl das Bohrmehl als auch die Kotlinsen sind hell gelblich bis weiß, wenn sie aus dem Xylem herrühren. Entsprechend nimmt bei späten Larvenstadien erst der Anteil an weißem Bohrmehl (Fraßganginhalt „Krapfen mit Zucker“) dann auch an hellen Kotlinsen (Fraßganginhalt „Pfeffer und Salz“) zu. Das Holz wird jedoch gewöhnlich auch im letzten Larvenstadium nur bis zu einer Tiefe von zwei Millimeter angeschürft, die Rinde dagegen kann so verbraucht werden, dass nur noch eine papierdünne Schicht stehen bleibt. Im letzten (vierten) Larvenstadium verlaufen die Gänge sehr unregelmäßig und können vor allem bei intensivem Befall ein kompliziertes Labyrinth bilden. Außerdem ist ihr Verlauf durch das Platzangebot bestimmt. Bei dünnen Ästen können die Fraßgänge bis ins Mark vordringen.
Die Verpuppung erfolgt im kommenden Jahr. Verpuppungen finden über einen langen Zeitraum statt, hauptsächlich jedoch im Frühjahr und Frühsommer. Die Puppenwiege wird dicht unter der Oberfläche angelegt und verläuft parallel zu ihr. Bei Platzmangel kann die Lage auch anders sein. Die Puppenwiege ist sechs bis acht Millimeter lang, 2,5 bis 3 Millimeter breit und von einem fest verklebten Gemisch aus Kotpellets und Bohrmehl ausgekleidet. Etwa zwei Tage nach der Fertigstellung der Puppenwiege verpuppt sich der Käfer. Nach etwa zwei Wochen schlüpft er.
Nach dem Schlüpfen verbleibt die Imago noch etwa zwei Wochen in der Puppenwiege. Erst nach Aushärtung des Skeletts nagt der Käfer ein Ausschlupfloch. Dieses ist rund bis oval. Es ermöglicht mit einem Durchmesser von knapp zwei Millimeter gerade das Passieren der Schultern. Männchen und Weibchen schlüpfen gleichzeitig, etwa gleich viel Männchen wie Weibchen. Das Verhältnis von Männchen zu Weibchen kann jedoch stark variieren.
In der Natur leben die Käfer etwa einen Monat, im Labor höchstens zwei Wochen. Die Männchen leben gewöhnlich kürzer als die Weibchen. Sie nehmen dabei höchstens Wasser auf. Nach erfolgreicher Fortpflanzung sterben sie in wenigen Tagen.

### Anzahl der Generationen
Die Käfer erscheinen gewöhnlich im April und Mai und sind im Juni und Juli am häufigsten. Sie können aber praktisch das ganze Jahr über gefunden werden. Durch die lange Anwesenheit des Adults und das damit verbundene große Zeitintervall der Eiablage können mehrere Entwicklungsstadien parallel auftreten. Bei einer statistischen Auswertung im November wurden unter 729 Individuen nur eine Puppe gefunden, 4 % waren Larven des ersten Stadiums, 12 % befanden sich im zweiten Stadium, 29 % im dritten Larvenstadium, und 55 % gehörten dem vierten Larvenstadium an. Aus dieser Gleichzeitigkeit verschiedener Larvenstadien schloss man früher, dass die Art zweijährig ist. Heute nimmt man an, dass das Tier in dem Larvenstadium, in dem es sich gerade befindet, überwintert. Ist dies das vierte, verpuppt sie sich früh im nächsten Jahr, weshalb man schon früh frisch geschlüpfte adulte Tiere finden kann. Überwintert ein früheres Stadium, verpuppt es sich entsprechend später. Extrem spät geschlüpfte Käfer können ausnahmsweise die Fortpflanzung auch erst nach der inaktiven Phase während des Winters aufnehmen.

## Schädlichkeit
Im Unterschied zum Gewöhnlichen Nagekäfer schürfen die Larven des Weichen Nagekäfers das äußere Splintholz höchstens 1–3 mm tief. Deswegen sind die Schäden trotz der Häufigkeit des Käfers allgemein gering. Außerdem befallen sie nur totes oder seltener absterbendes Holz und können sich nur entwickeln, wenn dieses wenigstens noch teilweise berindet ist. So mindert der Käfer die Qualität von Brennholz lediglich in geringem Maße. Bei Verwendung von teilweise nicht entrindetem Bauholz sind die Schäden ebenfalls unbedeutend.
Unter optimalen Bedingungen zerstört eine Larve durchschnittlich 7,2 cm² Phloem und 5,5 cm² Kambium. Angesichts der Tatsache, dass in der Regel bereits vorhandene Gänge verbreitert werden und ein Teil der Larven stirbt, bevor im vierten Larvenstadium der Nahrungskonsum sprunghaft ansteigt, wird die Fläche der zerstörten Phloems auf durchschnittlich 2,4 cm², die des zerstörten Kambiums auf 1,8 cm² geschätzt. Diese niedrigen Werte rühren daher, dass die Gänge der Larven insgesamt recht kurz sind.
Lediglich im Fall, dass nicht vollständig entrindetes Holz für Sperrholz verwendet und dies anschließend im Möbelbau verwendet wird, kann durch die Ausschlupflöcher der entwickelten Käfer eine Wertminderung erfolgen. In seinem Drang ins Freie durchdringt der geschlüpfte Käfer nämlich nicht nur Holz, sondern nahezu alle Materialien, auch metallische. Bei Museumsstücken kann der Schaden beträchtlich ausfallen.
Die beste Bekämpfung ist das vollständige Entrinden verbauten Holzes. Eine Heißluftbehandlung oder bei Möbeln das Erhitzen auf 60 °C für mindestens drei Stunden bewirken bereits das Absterben der Larven.

## Vorkommen und Häufigkeit
Der Wollige Nagekäfer ist die häufigste Art der Gattung und ist an geeigneten Brutstellen regelmäßig zu finden. Die Art ist paläarktisch verbreitet mit dem Verbreitungszentrum in Europa und Sibirien, aber inzwischen durch Einschleppung fast weltweit anzutreffen. Sein breites Nahrungsspektrum erleichtert es ihm, heimisch zu werden.